# メルセデス・ベンツ・SSK
メルセデス・ベンツ・SSK（W06 II / W06 III / WS06）は、ダイムラー・ベンツが1928年から1932年にかけて製造・販売した自動車である。メルセデス・ベンツ・Sシリーズのショートホイールベース仕様の車両で、2座席のスポーツカーとして販売され、レースにおいても活躍した。特にレースにおいて数多くの勝利を挙げたことから、戦前のメルセデス・ベンツや、レーシングカー、スポーツカーを代表する車両のひとつとして知られる。

## 概要
SSKはフェルディナント・ポルシェがダイムラー・ベンツを去る前、最後に設計した自動車である。1927年に発売したタイプSが基になっており、タイプSはレースにおいても活躍したが、元々グランドツアラーとして開発されたこともあって全長が長く、旋回性能に難があった。そこで、ホイールベースを短くし、旋回性能を向上させたのがSSKである。全長とホイールベースが短縮されたこと以外は同時に開発されたモデルSSと基本的に同じで、SSKは車体長が短くなったことで重量も軽くなり、ヒルクライムやツイスティーなレースにおいて優位性を持った。
まずヒルクライムに投入され、1928年7月末のデビュー戦、8月のレースで楽勝したことで、通常のサーキットレースでも使用することや、量産車を少量市販することが決定した。そうして、市販仕様は1928年10月にSSとともに製品ラインナップに加えられた。
SSKはSSKLを含めて33台が製造されたが、その内の20台は1929年までに製造された。姉妹車のSSは1928年から1933年にかけて計111台が製造されたとされており、SSKの製造台数は少なかった。SSKは1928年10月から一般販売が始められ、1933年2月までカタログに載っていた。

### バリエーション
4座席のツアラー仕様などが様々に作られたSやSSとは異なり、車体が短いSSKは4座席にすることはできないため、2座席のロードスターとして販売された。
エンジンは7.1リッター（7,079 cc）・直列6気筒という点はSSKの各仕様で共通しているが、性能は仕様によって異なり（→#主要諸元）、エンジン本体は140馬力から180馬力を発生し、スーパーチャージャーを使用することで、一時的に200馬力から250馬力の出力を発生させることができた。最高時速はおよそ190 kmに達し、当時の市販車としては最速の車両だった。

## 名前
製品名（モデル名）として使われた「SSK」は「ドイツ語: Supersport Kurz」の略で、同時期に発売された「SS」（Supersport）よりもホイールベースが短い仕様であるため、「Kurz（短い）」を意味する「K」が加えられた。
名称は「S」の短縮型ということで「SK」でもよかったのだが、姉妹車である「SS」との共通性を強調するため「SSK」という名称になった。

## レースにおける活躍
当時のドイツではヒルクライムの人気が高かったため、SSKは蛇行する山道を登るのに適したショートホイールベースの車両として開発された。
SSKは1928年7月29日にガベルバッハ・ヒルクライムでデビューし、ルドルフ・カラツィオラによって新記録を樹立し、翌月に開催された複数のヒルクライムレースでも圧勝した。開発当初、ダイムラー・ベンツのワークスチーム（自社チーム）は、SSKをヒルクライムに用い、SSを通常のレースに使うという使い分けをする予定だったが、SSKがデビュー後すぐに高い性能を示したことから、通常のレースにおいてもSSだけではなくSSKも使うことを決定した。

## 主要諸元
| 仕様                         | 仕様                         | 27/140/200PS                                              | 27/160/200PS                                              | 27/170/225PS                                              | 27/180/250PS                                              |
| ---------------------------- | ---------------------------- | --------------------------------------------------------- | --------------------------------------------------------- | --------------------------------------------------------- | --------------------------------------------------------- |
| 車両型式                     | 車両型式                     | W06 II                                                    | W06 II                                                    | W06 III                                                   | WS06                                                      |
| 製造・販売期間               | 製造・販売期間               | 1928年 - 1929年                                           | 1929年 - 1932年                                           | 1928年 - 1930年                                           | 1929年 - 1930年                                           |
|                              |                              | エンジン                                                  |                                                           |                                                           |                                                           |
| 搭載エンジン                 | 搭載エンジン                 | メルセデス・ベンツ・M06エンジン                           | メルセデス・ベンツ・M06エンジン                           | メルセデス・ベンツ・M06エンジン                           | メルセデス・ベンツ・M06エンジン                           |
| 排気量                       | 排気量                       | 7,069 cc                                                  | 7,069 cc                                                  | 7,069 cc                                                  | 7,069 cc                                                  |
| ストローク長×ボア径          | ストローク長×ボア径          | 150 mm × 100 mm                                           | 150 mm × 100 mm                                           | 150 mm × 100 mm                                           | 150 mm × 100 mm                                           |
| 圧縮比                       | 圧縮比                       | 5.2:1                                                     | 5.2:1                                                     | 6.2:1                                                     | 6.2:1                                                     |
| 最大出力（非過給時）         | 最大出力（非過給時）         | 140馬力 @ 3,300 rpm                                       | 160馬力 @ 3,300 rpm                                       | 170馬力 @ 3,300 rpm                                       | 180馬力 @ 3,300 rpm                                       |
| 最大出力（過給時）           | 最大出力（過給時）           | 200馬力 @ 3,300 rpm                                       | 200馬力 @ 3,300 rpm                                       | 225馬力 @ 3,300 rpm                                       | 250馬力 @ 3,300 rpm                                       |
| 最大トルク                   | 最大トルク                   | 450 Nm @ 1,920 rpm                                        | 450 Nm @ 1,920 rpm                                        | 458 Nm @ 1,900 rpm                                        | 562 Nm @ 1,900 rpm                                        |
|                              |                              | 車体                                                      |                                                           |                                                           |                                                           |
| 全長 / 全幅 / 全高           | 全長 / 全幅 / 全高           | 4,250 mm / 1,700 mm / 1,725 mm                            | 4,250 mm / 1,700 mm / 1,725 mm                            | 4,250 mm / 1,700 mm / 1,725 mm                            | 4,250 mm / 1,700 mm / 1,725 mm                            |
| ホイールベース               | ホイールベース               | 2,950 mm                                                  | 2,950 mm                                                  | 2,950 mm                                                  | 2,950 mm                                                  |
| トレッド（前 / 後）          | トレッド（前 / 後）          | 1,425 mm / 1,425 mm                                       | 1,425 mm / 1,425 mm                                       | 1,425 mm / 1,425 mm                                       | 1,425 mm / 1,425 mm                                       |
| 重量（車体 / 車両 / 総重量） | 重量（車体 / 車両 / 総重量） | 1,400 kg / 1,700kg / 2,000kg                              | 1,400 kg / 1,700kg / 2,000kg                              | 1,400 kg / 1,700kg / 2,000kg                              | 1,400 kg / 1,700kg / 2,000kg                              |
|                              |                              | 駆動系                                                    |                                                           |                                                           |                                                           |
| トランスミッション           | トランスミッション           | 4速マニュアル（ギア比：2.75 / 1.55 / 1.12 / 1.0）         | 4速マニュアル（ギア比：2.75 / 1.55 / 1.12 / 1.0）         | 4速マニュアル（ギア比：2.75 / 1.55 / 1.12 / 1.0）         | 4速マニュアル（ギア比：2.75 / 1.55 / 1.12 / 1.0）         |
| クラッチ                     | クラッチ                     | 乾式多板クラッチ（4枚）                                   | 乾式多板クラッチ（4枚）                                   | 乾式多板クラッチ（4枚）                                   | 乾式多板クラッチ（4枚）                                   |
|                              |                              | 性能                                                      |                                                           |                                                           |                                                           |
| 燃費                         | L/100 km                     | 27                                                        | 27                                                        | 27                                                        | 27                                                        |
| 燃費                         | km/L                         | 3.7                                                       | 3.7                                                       | 3.7                                                       | 3.7                                                       |
| 最高時速                     | 最高時速                     | 185                                                       | 185                                                       | 192                                                       | 192                                                       |
|                              |                              | その他                                                    |                                                           |                                                           |                                                           |
| 製造台数                     | 製造台数                     | 計33台（SSKLを含む）                                      | 計33台（SSKLを含む）                                      | 計33台（SSKLを含む）                                      | 計33台（SSKLを含む）                                      |
| 価格（ライヒスマルク）       | 価格（ライヒスマルク）       | 29,000 RM（車体）、33,000 RM（スポーツ2シーター架装済み） | 29,000 RM（車体）、33,000 RM（スポーツ2シーター架装済み） | 29,000 RM（車体）、33,000 RM（スポーツ2シーター架装済み） | 29,000 RM（車体）、33,000 RM（スポーツ2シーター架装済み） |
| 出典                         | 出典                         | [ W 5 ]                                                   | [ W 5 ]                                                   | [ W 6 ]                                                   | [ W 7 ]                                                   |

### レース仕様
市販仕様の初期型の公称出力は、高性能版（27/170/225PS）でも225馬力程だったが、レース仕様では、「エレファント」と呼ばれる巨大なブロワーを装着し、過給時に最大で275馬力を出力したとされる。1929年にはさらに性能が増し、レース仕様車の最大出力は300馬力に到達したと言われている。

## 現存車両
SSKは全体で33台が製造されたとされ、その内の約半数はレーシングカーとして販売された。
その多くはレース中のクラッシュなどで破損し、共食い整備が行われたため、オリジナルの状態を完全に保って現存している車両は4、5台のみだと言われている。
また、SSKは製造台数そのものが少なかったため、販売されていた当時も入手は困難であったことから、SSの全長を短くしてSSK仕様にするという改造が行われた例もあり、それらがSSKの現存車として認識されている例もあると言われている。

### 取引価格
公道仕様の数も必然的に少ないため、その希少性と当時の人気、数々の逸話によって、現存車両は高額で取引されている。
- 2004年9月にボナムズ（英語版）が行った競売で、1929年型SSKが出品され、417万ポンド（740万USドル）で落札された。これは当時の時点で自動車の取引価格としては史上2番目の高値となった。

### 著名な個体

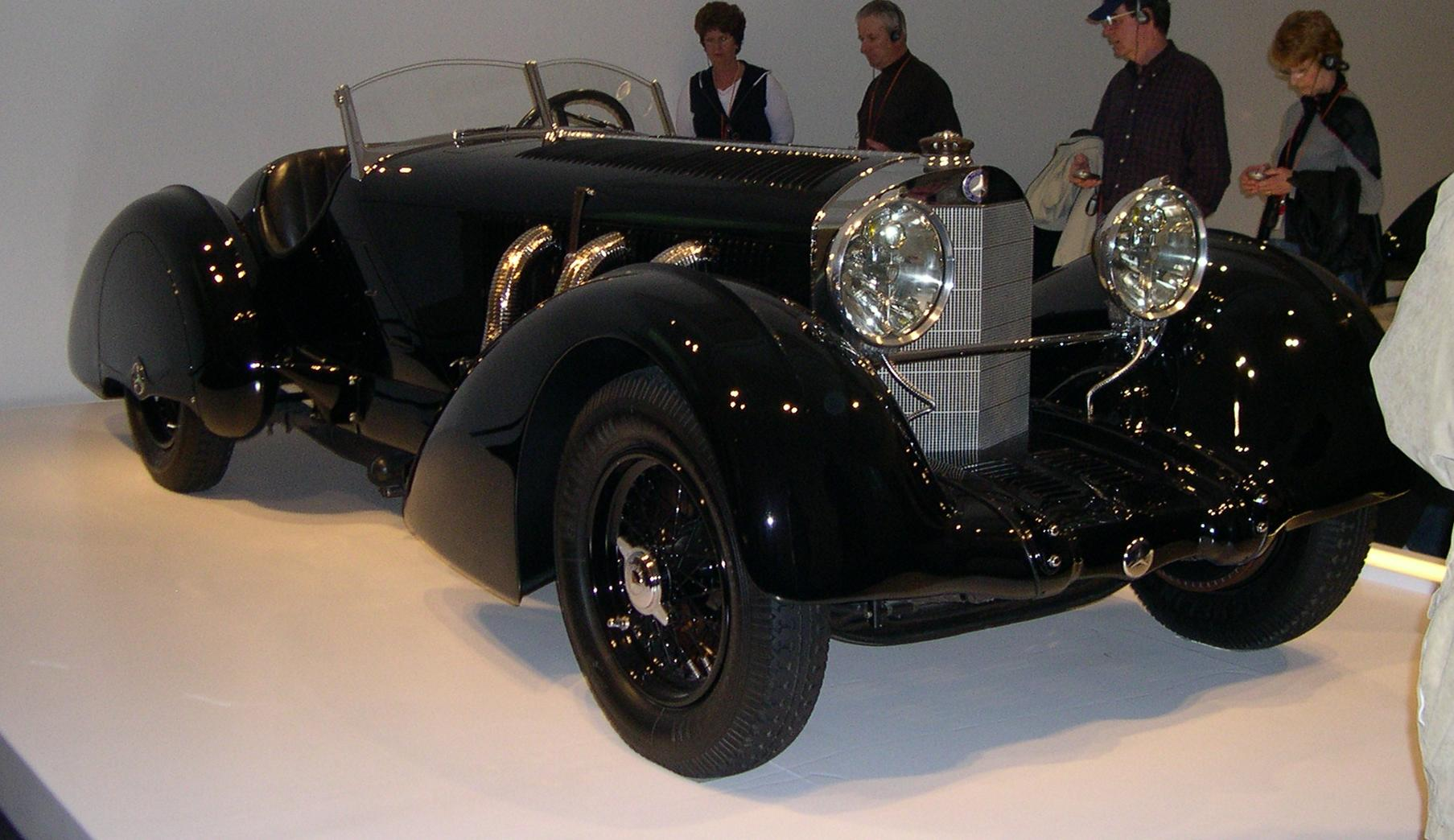
SSKカウント・トロッシ

- SSKカウント・トロッシ - 1930年型。カルロ・フェリーチェ・トロッシ（英語版）の手になる流線形ボディを架装された車両で、ファッションデザイナーで車両収集家のラルフ・ローレンによって修復・所有されている。

## 関連作品
アニメ
- 『ルパン三世』 - 第1シリーズ（1971年 - 1972年）で、主人公のルパン三世の愛車として黄色いSSKが登場する。設定は「ルパン三世 (架空の人物)#愛用品」を参照。（第2シリーズ（1977年 - 1980年）にもよく似たスタイリングの車が登場するが、こちらはアルファロメオ・グランスポルト・クアトロルオーテである。）

ゲーム
- 『Forza Horizon 4』（2018年） - 有償のダウンロードコンテンツとして、1929年型が提供された。
- 『Forza Horizon 5』（2021年） - 1929年型が収録されている。